# 골든 액스
《골든 액스》는 세가가 제작한 일련의 진행형 격투 게임 시리즈이다. 1989년 아케이드용으로 출시된 《골든 액스》를 시작으로 후속작 및 외전들이 제작됐다.
시리즈 공통적으로 칼과 바멉으로 싸우는 고전 판타지 세계를 무대로 핵 앤드 슬래시 게임플레이로 진행되는 것이 특징이다.

## 게임
- 《골든 액스》 (1989)
- 《골든 액스 II》 (1991)
- 《골든 액스 워리어》 (1991)
- 《액스 배틀러: 골든 액스 전설》 (1991)
- 《골든 액스: 데스 애더의 복수》 (1992)
- 《골든 액스 III》 (1993)
- 《골든 액스: 비스트 라이더》 (2008)

## 기타 매체
2014년, 세가는 영상매체 제작기업 스토리즈 인터네셔널을 설립해 유니버셜 스튜디오와 협력해 《골든 액스》에 기반한 영화나 텔레비전 프로그램을 제작할 의향이 있다고 보도했다.

## 참조

### 내용주
1. ↑  영어: Golden Axe, 일본어: ゴールデンアックス